# Nations (Vandœuvre-lès-Nancy)
Pour les articles homonymes, voir Nation (homonymie).
Le quartier Les Nations est un quartier de la ville de Vandœuvre-lès-Nancy dans la banlieue de Nancy, constitué en grande partie d'HLM construits dans les années 1960.

## Géographie

### Situation
Le quartier se situe au sud de Nancy dont il fait partie du Grand Nancy, il est en rénovation urbaine et est en quartier prioritaire de la politique de la ville.

### Transports

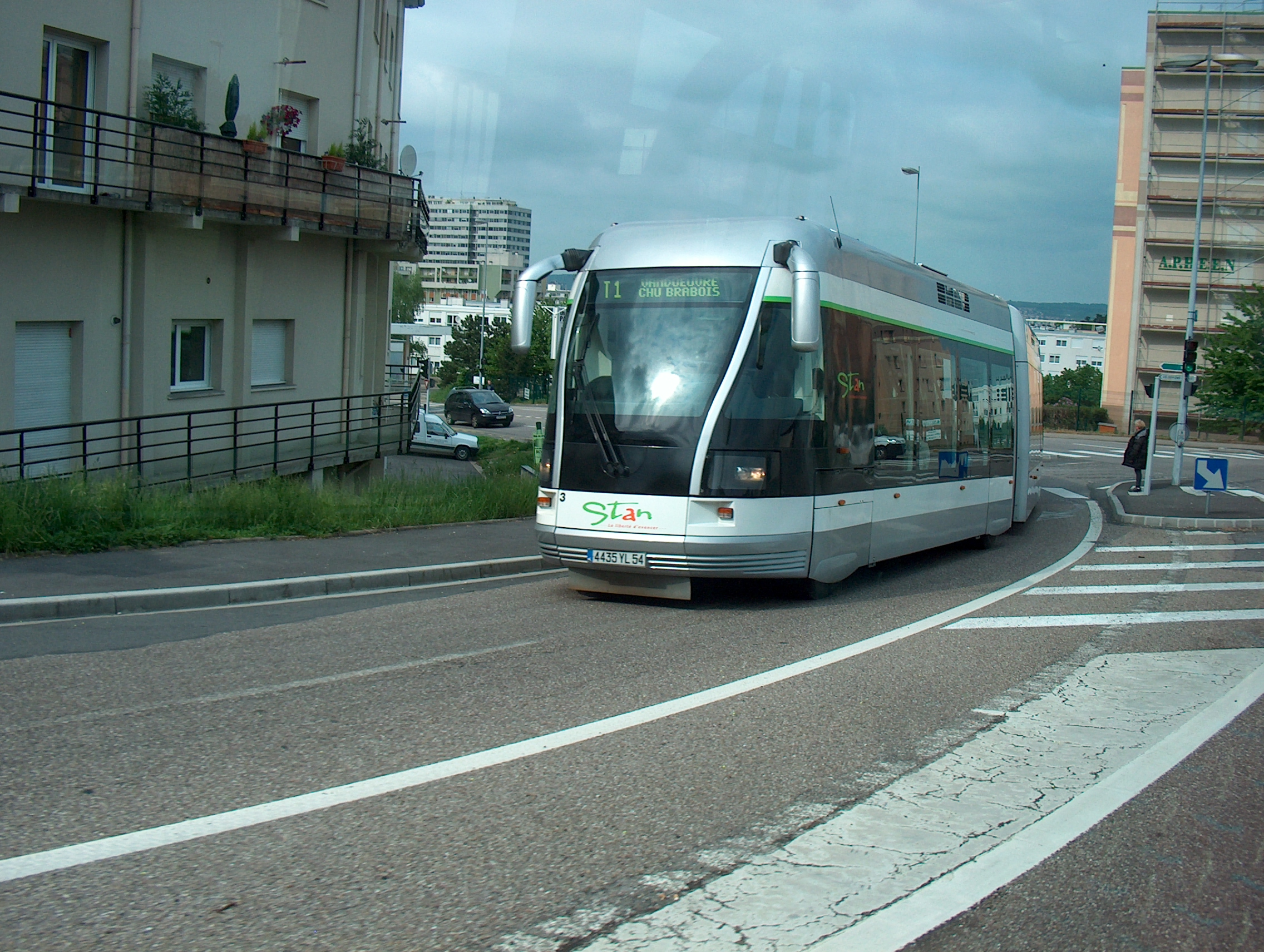
Tramway à Vandœuvre-lès-Nancy en direction de Brabois.

Le quartier est desservi par les transports en commun de l'agglomération nancéienne.

## Histoire
Les années 1950 voient la construction du lotissement de Brichambeau, sur un concept d'Henri Prouvé qui édifiera également l'église de ce lotissement.
La décision de construire une ZUP en 1957 va permettre à Vandœuvre de garder son indépendance vis-à-vis de Nancy qui voulait fusionner avec Vandœuvre. La ZUP, dont l'aménagement a été confié à l'architecte Henri-Jean Calsat, a été construite de manière que les différents quartiers de la ville, très disséminés, soient joints en une seule agglomération. Depuis 1989, un travail de réhabilitation et de modernisation de la ville a été entrepris.
Depuis 2012, la ZUS de Vandœuvre est en ZSP avec un effectif de police renforcé, et devient un quartier prioritaire en 2015 en remplacement de la ZUS.

## Lieux et monuments

### Commerces
- Centre commercial Les Nations

### Parcs
- Parc Richard-Pouille
- Domaine du Charmois - Château du Charmois

### Complexe sportifs
- Parcs des Sports de Vandœuvre
- Piscine Michel Bertrand
- Terrain de Paul Bert

### Cultes
- Église Saint-François-d'Assise de Vandœuvre-lès-Nancy
- Église Sainte-Bernadette de Vandœuvre-lès-Nancy